# تپه سیاه سنگ
تپه سیاه سنگ مربوط به سده‌های اولیه تا میانه اسلامی است و در شهرستان فریمان، ۳۰۰ متری شمال‌غرب سیاه سنگ واقع شده و این اثر در تاریخ ۲۳ مهر ۱۳۸۴ با شمارهٔ ثبت ۱۳۵۲۹ به‌عنوان یکی از آثار ملی ایران به ثبت رسیده‌است.